# رودلف کرویتزر

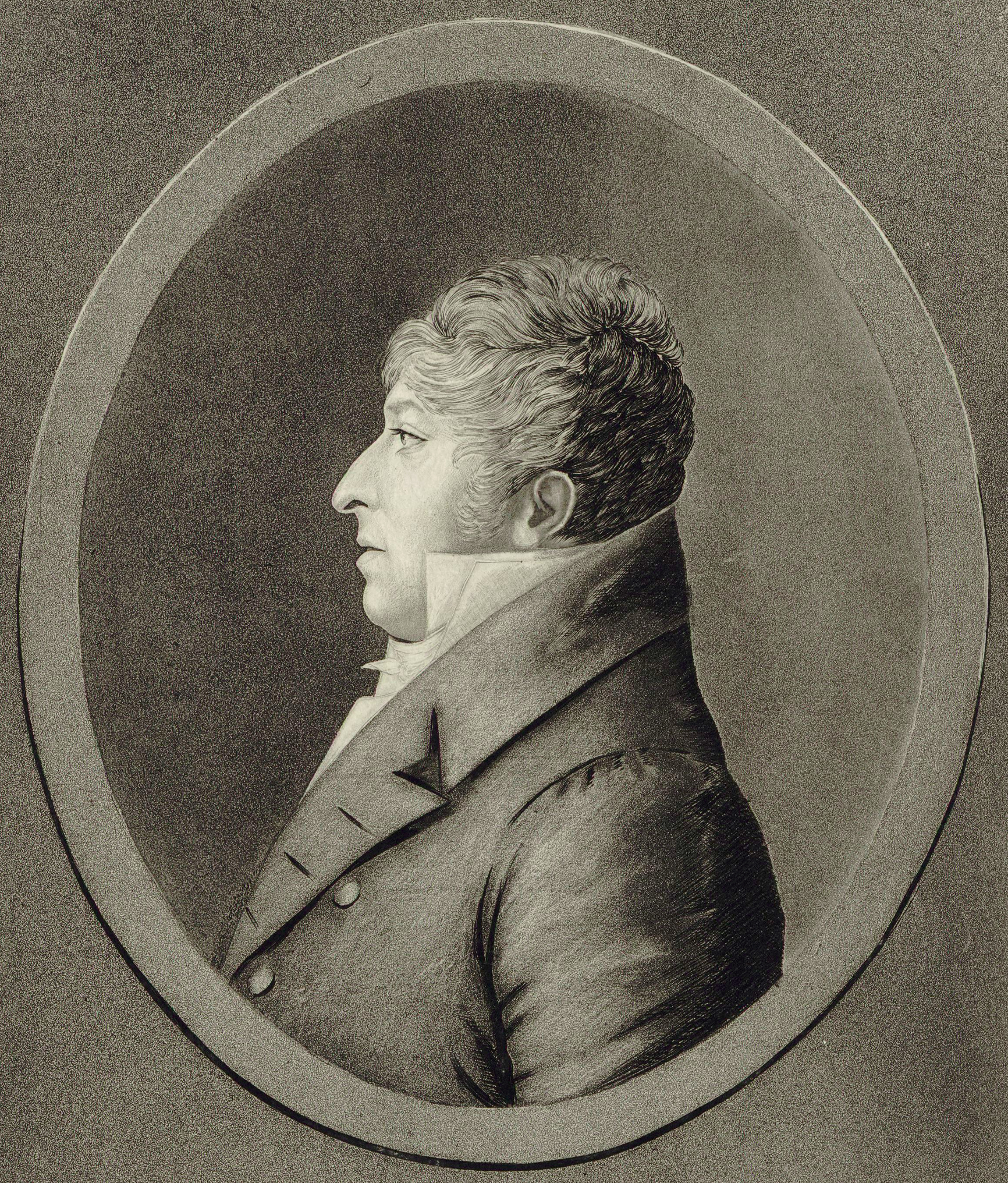
رودلف کرویتزر

رودلف کرویتزر (به آلمانی و فرانسوی: Rodolphe Kreutzer) (زادهٔ ۱۶ نوامبر ۱۷۶۶ – درگذشتهٔ ۶ ژانویهٔ ۱۸۳۱) ویولنیست، معلم موسیقی، آهنگساز و رهبر ارکستر اهل فرانسه با تبار آلمانی بود.
کرویتزر در ورسای به دنیا آمد. اولین معلم موسیقی او پدرش بود که از ویلنیست‌های رویال باند محسوب می‌شد و پس از پدرش نزد آنتون استامیتز به یادگیری موسیقی پرداخت.وی در سيزده سالگي اولین کنسرتو ویلن خود را تصنيف کرد و به دنبال نوشتن كنسرتوهای بعدی دست به كار آفرینش قطعات ديگري زد. در شانزده سالگی (سال 1782) به عنوان نوازندة اولِ ویلن در "رويال اركستر" جایی که پدرش در آن می‌نواخت انتخاب شد. او از مشهورترین ویولنیست‌های زمان خودش بود و تا ۱۸۱۰ به‌عنوان تک‌نواز فعالیت می‌کرد. پس از کنسرت‌هایی که او در وین اجرا کرد، بتهوون سونات ویولن شماره ۹ (۱۸۰۳) برای ویولن و پیانوی خود را در زمان بازگشت کرویتزر به پاریس به او تقدیم و کرد و نام آن را سونات کرویتزر گذاشت.
کرویتزر از ۱۸۱۷ به‌عنوان رهبر اپرای پاریس فعالیت می‌کرد. او از سال ۱۷۹۵ تا ۱۸۲۶ یکی از معلمان ویولن در کنسرواتوار پاریس بود.
کرویتزر، جووانی باتیستا ویوتی، پی‌یر رُد و پی‌یر بایلوت از سردمداران مكتب پاريس هستند.
او در سال ۱۸۳۱ در ژنو درگذشت و در گورستان پر-لاشز پاریس به خاک سپرده شد.

## آثار
او به خاطر شیوهٔ گرفتن آرشه و شفافیت صداها به‌خوبی شناخته شده بود. آثار کرویتزر شامل ۱۹ کنسرتو ویولن و نزدیک به چهل اپرای فرانسوی است، اما مشهورترین اثر او ۴۲ اتود (کاپریس) برای ویولن است.
كتاب مشهور اتود و كاپريس‌هاي کرویتزر براي ویلن، از دروس آكادميك موسيقي و جزو كتاب‌‌هاي مطرح در مكتب ویلن نوازي در جهان است.